# Império de Palmira
O Império de Palmira ou Império Palmireno foi um império formado num território que se separou do Império Romano durante a crise do terceiro século. Ele abrangia as províncias da Síria Palestina, Egito e grande parte da Ásia Menor.
Depois da morte de seu fundador, Odenato, ele foi governado pela rainha Zenóbia em nome de seu filho menor Vabalato. A capital deste fugaz império era a cidade Palmira.

## Crise do terceiro século
Apesar de diversas crises, o Império Romano havia conseguido se manter íntegro desde a sua fundação por Augusto. Porém, depois que Alexandre Severo foi assassinado por seus próprios soldados em 235, as legiões romanas foram derrotadas numa campanha contra o Império Sassânida e o império ruiu. Diversos generais se digladiavam pelo trono, as fronteiras foram negligenciadas e sofreram muitos ataques dos cárpios, godos, vândalos e alamanos, além de uma séria invasão dos sassânidas pelo oriente.
Finalmente, em 258, os ataques passaram a se originar dentro do próprio império e ele se dividiu em três estados independentes competindo entre si. As províncias na Gália, Britânia e Hispânia também se separaram para formar o Império das Gálias no ano seguinte.
Como Roma não conseguia mais proteger as províncias orientais contra os persas sassânidas, o governador da Síria, Sétimo Odenato, decidiu utilizar as grandes legiões que tinha à disposição, inclusive a famosa XII Fulminata, para defender a região e não para tentar intervir no caos que imperava em Roma. O Império era reconhecido pela sua liberdade filosófica e religiosa.

## Fundação do Império

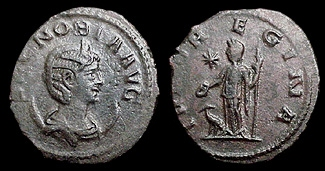
Uma rara moeda de Zénobia identificando-a como "augusta".

Odenato foi assassinado e seu filho, Vabalato, foi aclamado rei (rex consul imperator dux Romanorum, "rei, cônsul, imperador e duque dos romanos") e corrector totius orientis ("governador de todo o oriente") do chamado Império de Palmira.
Porém, o poder estava na realidade nas mãos de sua mãe, Zenóbia. Com as legiões sob seu comando e aproveitando-se da confusão em Roma, Zenóbia conquistou o Egito, Síria, Palestina, partes da Ásia Menor e o Líbano, adotando para si e para o filho o título de "augusto(a)".

## Reconquista por Aureliano

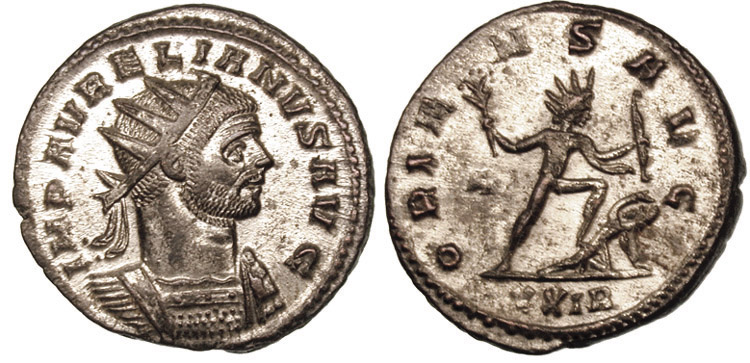
Antoniniano mostrando Aureliano, representado como uma personificação do Sol, derrotando o Império de Palmira e celebrando-se ORIENS AVG.

Em 270, Aureliano conseguiu se consolidar como imperador romano. Depois de derrotar os alamanos, que haviam invadido a Itália, ele se voltou para o oriente e para o Império de Palmira.
A Ásia Menor foi recuperada sem maiores dificuldades, pois todas as cidades, com exceção de Bizâncio e Tiana, se renderam sem luta, pois o imperador vinha destruindo completamente todas as que resistiam. Porém, a queda de Tiana acabou cercada de mistério, pois Aureliano a poupou depois de ter tido uma visão do grande filósofo Apolônio de Tiana, a quem ele apreciava muito, num sonho. Apolônio teria implorado-lhe pela segurança da cidade dizendo: "Aureliano, se você deseja governar, abstenha-se do sangue dos inocentes! Aureliano, se você quer conquistar, seja misericordioso!". Seja qual for a razão, a cidade foi poupada, o que fez com que mais e mais cidades se entregassem contando agora com a benevolência do imperador.
Aureliano derrotou a rainha Zenóbia na Batalha de Imas e, desta vez de forma decisiva, na Batalha de Emesa. No espaço de seis meses, seus exércitos saíram de Roma e chegaram às portas de Palmira, que se rendeu quando Zenóbia tentou escapar para o Império Sassânida, marcando o fim do Império Palmireno.
Depois de um breve choque os persas e outro no Egito contra o usurpador Firmo, Aureliano retornou a Palmira em 273 para sufocar uma nova revolta. Desta vez o imperador permitiu que suas tropas saqueassem a cidade, que nunca mais recuperou o antigo prestígio. Ele passou a ser conhecido a partir daí como "Pártico Máximo" (Parthicus Maximus) e "Restaurador do Oriente" (Restitutor Orientis).